# San Miguel de Reinante
Reinante (llamada oficialmente San Miguel de Reinante) es una parroquia española del municipio de Barreiros, en la provincia de Lugo, Galicia.

## Organización territorial
La parroquia está formada por veintiún entidades de población:
- Barranca (A Barranca)
- Áspera (A Áspera)
- Ferrería (A Ferrería)
- Granda (A Granda)
- Obra Pía (A Obra Pía)
- Posadas (As Pasadas)
- Balgas (As Valgas)
- Tilleira (A Telleira)
- Casaldeite
- Entrerríos
- Nogueiredo
- Curro (O Curro)
- Outeiro (O Outeiro)
- Campos (Os Campos)
- Martices (Os Martices)
- Souto (O Souto)
- Pumarín
- Pumarrubín
- San Miguel-Praia
- Sargendez (Sarxende)
- Triana

## Demografía
| Gráfica de evolución demográfica de Reinante entre 2000 y 2019 |
|                                                                |
| Datos según el nomenclátor publicado por el INE.               |